# Reliquaire de la Sainte Épine (British Museum)
Pour les articles homonymes, voir reliquaire de la Sainte Épine.

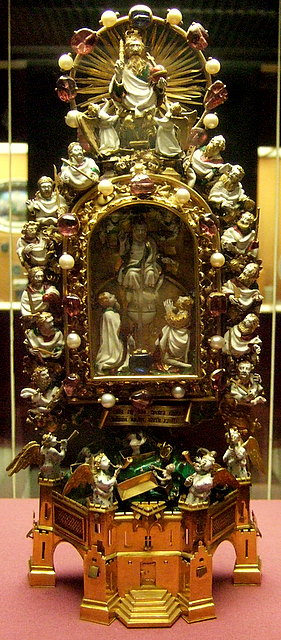
Le reliquaire de la Sainte Épine.

Le reliquaire de la Sainte Épine conservé au British Museum, à Londres, a probablement été créé à Paris dans les années 1390 pour le duc Jean de Berry afin d'abriter une relique de la Sainte Couronne. Il est conservé depuis 1898 au British Museum, grâce à un don de la part de Ferdinand de Rothschild. C'est un des rares joyaux de la très riche Cour des Valois de la fin du quatorzième et du début du quinzième siècles à avoir été conservé jusqu'à nos jours. Le reliquaire est richement décoré d'or, de pierres précieuses et de personnages émaillés en ronde bosse pour créer un total de vingt-huit personnages en relief, principalement en émail blanc, une technique récemment développée.
Sauf à sa base, le reliquaire est mince, avec deux faces, la vue de face montre la fin du monde et le Jugement dernier, avec la Trinité et des saints au-dessus et la résurrection des morts au-dessous et une épine réputée provenir de la couronne d'épines portée par Jésus quand il a été crucifié. La face arrière est décorée de façon moins extravagante, pour la plus grande part un bas-relief en or et avec des portes qui, ouvertes, laissaient voir un objet plat, aujourd'hui disparu, qui était vraisemblablement une autre relique.
Le reliquaire a été dans les collections des Habsbourg depuis au moins le XVIe siècle jusqu'aux années 1860, quand il a été remplacé par un faux lors d'une restauration par un marchand d'art, Salomon Weininger. La fraude est restée inaperçue, jusqu'à bien après que le reliquaire d'origine fut arrivé au British Museum. Le reliquaire a été présenté dans une émission de la BBC A History of the World in 100 Objects (Une histoire du monde en 100 objets), et Neil MacGregor l'a décrit comme « sans aucun doute l'une des réalisations majeures de l'orfèvrerie médiévale européenne » et une des pièces essentielles de l'exposition Treasures of Heaven: Saints, Relics, and Devotion in Medieval Europe (Trésors du ciel : Saints, reliques et dévotion en Europe médiévale) au British Museum, de juin à octobre 2011.

## Histoire
Saint Louis, roi de France, a racheté la véritable Couronne d'Épines à Constantinople en 1239, et nombre d'épines ont été distribuées comme cadeaux par les rois de France ultérieurs. Jean, duc de Berry (1340-1416), frère du roi Charles V, avait fait fabriquer ce reliquaire pour abriter une seule épine et il l'a probablement fait faire quelques années avant de commander ses célèbres Très Riches Heures du duc de Berry et quelques années après avoir commandé la Coupe de sainte Agnès, également au British Museum. On pensait autrefois que le reliquaire avait été fabriqué entre 1401 et 1410, mais le livre de John Cherry de 2010 suggère, sur la base des formes héraldiques utilisées, qu'il a été fait avant 1397 et le musée le date maintenant de 1390 à 1397. On a aussi pensé que le reliquaire avait été la possession de Louis Ier, duc d'Orléans, mais tous les écrivains récents préfèrent son frère, le duc de Berry.
Son lieu de détention est inconnu jusqu'à un inventaire de 1544 où on constate qu'il appartient à Charles Quint, empereur du Saint-Empire romain germanique, par peut-être un héritage de ses ancêtres Valois, les ducs de Bourgogne. Il est vraisemblablement passé à la branche autrichienne des Habsbourgs à la mort de Charles Quint, car il figure ensuite dans plusieurs inventaires de la Schatzkammer, la « chambre du trésor impérial » de Vienne à partir de 1677. Il est resté à Vienne jusqu'après 1860, où il est apparu dans une exposition. Quelque temps après, il est envoyé pour être restauré à Salomon Weininger, un marchand d'art en relation avec des artisans qualifiés, qui en fait secrètement faire un certain nombre de copies. Il a été par la suite reconnu coupable de faux dans d'autres affaires et est mort en prison en 1879, mais il n'a jamais reconnu avoir rendu une copie de la châsse à la collection impériale au lieu de l'original. La famille Rothschild de Vienne a acheté le vrai reliquaire en 1872, en ignorant sa provenance;. Il a été hérité par Ferdinand de Rothschild qui a déménagé en Angleterre et a construit Waddesdon Manor dans le Buckinghamshire. Une copie est restée dans la chambre du Trésor de  la famille impériale d'Autriche à Vienne, où la tromperie est passée inaperçue pendant plusieurs décennies.
Le reliquaire d'origine est arrivé au British Museum dans le cadre du Legs Waddesdon en 1899, époque à laquelle ses origines avaient été « complètement perdues » et il a été décrit comme « une œuvre espagnole du XVIe siècle » . Sa véritable histoire a dû être reconstituée à travers des recherches historiques ; la signification des plaques héraldiques sur la base de l'œuvre ayant été perdue à Londres et à Vienne. La première publication à affirmer que le reliquaire de Londres était celui enregistré dans les premiers inventaires viennois a été un article de Joseph Destrée en 1927. La question n'a été définitivement réglée qu'en 1959, lorsque l'exemplaire viennois a été apporté à Londres pour une comparaison côte à côte des deux œuvres. Les experts réunis par le British Museum, le Victoria and Albert Museum et le Kunsthistorisches Museum de Vienne sont convenus que le reliquaire de Londres était bien l'original. Selon les termes du legs Waddesdon, le reliquaire ne peut quitter le musée et, en 2011, il n'a pas été inclus dans les prêts à Cleveland et Baltimore pour l'exposition « Trésors du Ciel : saints, reliques et   dévotion en Europe médiévale » Normalement, il est exposé dans la salle 45, salle consacrée au Legs Waddesdon, comme spécifié dans les termes du legs.